# 波動測定器
波動測定器（はどうそくていき、英語: HADO measuring instruments）とは、人体や食物などの「波動」を測定し、「良い」か「悪い」かを判別するとされる機械。科学的な裏付けは無く、疑似科学と見られている。
これに関連して、測定した波動を「転写」する波動転写器、波動を「調整」する波動調整器といったものも登場している。

## 概要
1989年にアメリカで開発されたMRAの日本での独占販売権を得た江本勝が、これで波動を測定できるとして「波動測定器」と呼んだ事が始まり。その後複数の企業からも同種の機器が登場した。
名古屋製酪株式会社（めいらく）では、創業者の日比孝吉が、江本の協力者である船井幸雄から影響を受けて社内に波動の研究施設を作り、MRA他様々な波動測定器を揃えて社員や商品の波動を測定している（「めいらくグループ#研究所」参照）。この他モスフードサービス、資生堂、セーラー万年筆といった企業でも波動測定に関心を示していたとされる。
江本らは、波動の測定によって精神状態を含めた人間の健康状態が分かるとしているが、これらの機械は日本の薬事法で認められた医療機器ではない。よって病気の治療、予防などを謳えば薬事法違反となるが、「アレルギーが治る」といった説明を受けたとの相談事例も報告されている。2008年には、勧誘に当たって病気の治療効果が告げられていたとして、特定商取引法違反で福岡県の販売業者に取引停止命令が下され、合わせて商品に科学的根拠が無い旨を周知する様に経済産業省から指示が行われた。

## MRA
マグネティック・レゾナンス・アナライザー（Magnetic Resonance Analyzer、共鳴磁場分析器）の略。
1989年にカリフォルニア州のMRDC社にて、ロナルド・J・ウェインストック（Ronald J. Weinstock）により開発された「診断器」。開発時は「バイオセラー・アナライザー」という名称だったが、江本の要望により変更されたという。1992年9月にアメリカ、12月に日本で特許が申請された。
アルファベット1文字と数字3桁によって構成される、理論上最大26,000種類の「コード」で固有振動を判別するというが、抑うつ病と風疹がD859、打撲傷と膀胱がE077、カレー粉とコーヒーの素がE656と、重複しているコードも存在する。また、個人ごとのコードも存在するという。これらのコードを入力する事によって機器内に保存されている各種振動情報を呼び出すのではなく、コードそのもので固有振動を判別しているらしいが、その仕組みについては江本も正確には知らされていないという。後に登場した「MRA1スペシャル」ではコードが数字5桁のみに変更され、旧型とは別のコードが使われている。
測定に当たっては、対象が物であれば機器上部に置き、人体であれば「検知棒」を手に持たせ、オペレータ（測定者）が持った「プローブ」をオペレータ自身のもう一方の手に押し当て、オペレータの体を増幅器として対象に「振動」を送り込む。すると2種類どちらかの電子音が鳴るので、作業を繰り返して音が変わるまでの回数を測り、プラスマイナス21段階（-20~-0,0,+0~20）の判定を測定項目ごとに行う。対象が人体の場合、検知棒を持った対象者にオペレータがプローブを当てる方法も採られている。

### 類似品
日本国内でも増田寿男によって「ライフフィールド・テスター」（LFT）と名付けられた機器が製造された他、1997年までにLFA、BICS、MIRS、QRSといった同種機器が登場している。サトルエネルギー学会でMRA、LFT、QRS、MAX、MIRSを持ち寄って調べたところ、どれも基本的に変わらなかった事が判明している。

### 批判
大阪大学の物理学者である菊池誠は、この機械が測っているのは測定者自身の電気抵抗らしく、嘘発見器と同様であると述べている。
ダウザーで日本波動医学協会理事の堤裕司は、オペレータが先入観によってプローブを押す力を加減する事によって音が変わっているのであって、どの団体でもブラインドテストをやりたがらないと証言している。
サトルエネルギー学会を脱退し、批判に転じている作曲家の渡辺宙明によると、MRAによる健康検査を信じ続けて病院での受診が遅れた結果、がんが進行して手遅れになっていた事例があったという。
SF作家の山本弘は、MRAのコードには現実的に測定が可能とは考えられないプルトニウム、メンデレビウム、ノーベリウム、ローレンシウムといった元素が設定されている事から、コードは全部でたらめだろうと自著での登場人物に語らせている。

## 調査

### サトルエネルギー学会
2001年6月に出版されたサトルエネルギー学会の古川彰久の著書によると、会で調べたMRA、LFT、QRS、MAX、MIRSは測定者をセンサとしており、測定器自体はセンサを持っていない事が判明したという。
同年11月に出版されたジャーナリストの福本博文の著書によると、会の調査では、波動測定器のコードは数字を表示するだけの無意味でデタラメなもの。電子音の変化も電気抵抗によるもので、オペレータの意志で変えられるものだったと判明したが、この調査結果は非公開にされたという。

### 東京都生活文化スポーツ局による調査と報告、そこにおける注意喚起
2009年6月に東京都生活文化スポーツ局（現生活文化局）は、「波動」という用語を用いた装置の販売業者などに対して調査を行い、報告書をまとめた。
その報告書において、『「自己回復機能にスイッチが入る」「乱れた波動を矯正する」など、健康上の効果をうたった表示の根拠として提出された資料は、客観的事実に基づくとは認められないものだった」』等々のことが指摘されている。
そして「消費者へのアドバイス」という項目を立て、「消費者においては、一見、科学的な根拠に基づくかのようにみえる効果・性能をうたった表示であっても、これをうのみにせず、多角的に情報を収集したり、東京都消費総合生活センターに相談するなどして、商品・サービスを合理的に選択していく必要がある。」と記述している。
また、「販売事業者への注意」という項目も立て、「製造者から提供された情報を基にカタログやウェブページを作成し、これを一般消費者に対して表示する販売事業者は、その表示内容について表示主体者としての責任がある。したがって、販売事業者は、広告の表示内容について、消費者に誤認を与えるようなものがないかどうか、自己の責任において製造事業者等に確認するなど、十分注意する必要がある。」と記述している。